# Cryphaea raddiana
Cryphaea raddiana là một loài Rêu trong họ Cryphaeaceae. Loài này được (Brid.) Hampe miêu tả khoa học đầu tiên năm 1879.